# Carlo Cozio
Carlo Cozio, Graf von Montiglio und Salabue (* um 1715 in Casale Monferrato; † um 1780) war ein italienischer Schachspieler und -autor. Sein Sohn Ignazio Cozio war ein berühmter Sammler von Violinen.

## Schachautor
Carlo Cozio wurde durch sein Schachbuch Il giuoco degli scacchi bekannt. Das bereits um 1740 im Manuskript abgeschlossene zweibändige Werk erschien 1766 in Turin.
In der Darstellung der Eröffnungen konzentrierte sich Cozio, ausgehend von seinem Vorgänger Gioachino Greco, insbesondere auf das Königsgambit. Wie dieser versah er die aufgeführten Varianten nicht mit zusätzlichen Kommentaren. Abweichend von den anderen italienischen Schachautoren des 18. Jahrhunderts folgte Cozio hinsichtlich der Schachregeln Greco zudem in der Präferenz der (modernen) beschränkten Rochade. Er versah dies allerdings mit der Bedingung, dass durch die Rochade kein feindlicher Stein angegriffen oder Schach geboten werden dürfe. Der zweite Band enthält mehr als zweihundert Endspiele beziehungsweise Studien.
Nach Cozio ist eine selten gespielte Variante der Spanischen Eröffnung benannt, die nach den Zügen 1. e2–e4 e7–e5 2. Sg1–f3 Sb8–c6 3. Lf1–b5 Sg8–e7 entsteht (ECO-Code: C60).

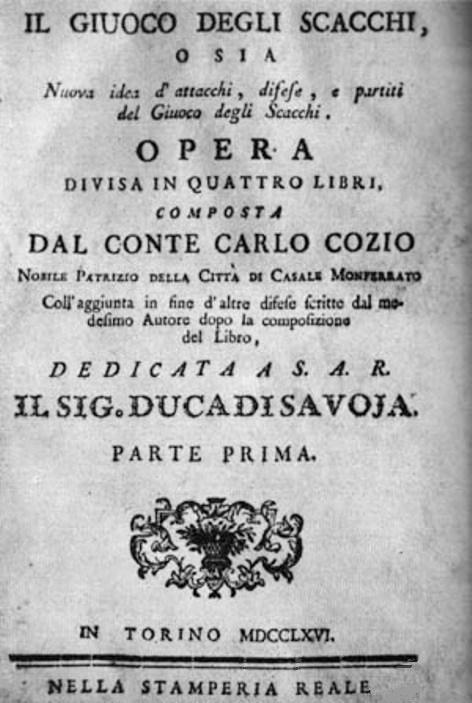
Titelblatt des ersten Bandes

## Werke
- Conte Carlo Cozio: Il giuoco degli scacchi o sia Nuova idea di attacchi, difese e partiti del Giuoco degli Scacchi, Turin 1766 (erster Band)
- Conte Carlo Cozio: Il giuoco degli scacchi o sia Nuova idea di attacchi, difese e partiti del Giuoco degli Scacchi, Turin 1766 (zweiter Band)